# Onciale 0150
- Papyrus
- Onciale
- Minuscules
- Lectionnaire

Le Codex 0150, portant le numéro de référence 0150 (Gregory-Aland) ε 51 (von Soden), est un manuscrit du Nouveau Testament sur parchemin écrit en écriture grecque onciale.

## Description
Le codex se compose de 150 folios. Il est écrit en une colonne, de 34 lignes par colonne. Les dimensions du manuscrit sont 26 x 17,5 cm. Les paléographes datent ce manuscrit du IXe siècle,. 
C'est un manuscrit contenant le texte incomplet de l'Épîtres de Paul avec lacunes. Il contient des commentaires. 
Le texte du codex représenté type mixte. Kurt Aland le classe en Catégorie III. 
Lieu de conservation
Le codex est conservé au Monastère Saint-Jean-le-Théologien (Ms. 61) à Patmos.